# 阿爾布雷希特五世 (梅克倫堡)
阿爾布雷希特五世（德語：Albrecht V.，1397年—1423年6月1日 / 12月6日），梅克倫堡公爵，1412年至1423年在位。
1423年，阿爾布雷希特與布蘭登堡選侯腓特烈一世的女兒瑪格麗特結婚，同年即阿爾布雷希特去世。